# Альтернативная биохимия
Альтернативная биохимия — ряд теорий и гипотез, рассматривающих возможность существования форм жизни частично или полностью отличающихся биохимически от возникших на Земле. Обсуждаемые в рамках гипотез отличия включают замену углерода в молекулах органических веществ на иные атомы, либо замену воды в качестве универсального растворителя другими жидкостями. Альтернативная биохимия нередко встречается в научно-фантастической литературе и спекулятивной биологии при описании различных форм внеземной жизни. Но также является предметом серьёзного научного интереса и исследований.

## Параметры дискуссии
Возможность биохимически иной жизни является общей темой научной фантастики, но она также рассматривается в научно-исследовательском контексте. Недавним примером такого обсуждения является отчёт за 2007 год об ограничивающих условиях жизни, подготовленный комитетом в составе учёных при Национальном исследовательском совете Соединённых Штатов. Этот комитет под председательством Джона А. Бароса рассматривал «гипотетическую альтернативную химию жизни», включая ряд растворителей, которые могли бы стать альтернативой воде.
В проекте под названием:
«Пределы органической жизни в планетных системах» постулируется, что:
На сегодняшний день при поиске внеземной жизни руководствуются моделью жизни, основанной на жизни, которую мы наблюдаем на Земле. Некоторые особенности земной жизни привлекли особое внимание:
- Земная жизнь использует воду в качестве растворителя;
- Она построена из клеток и использует метаболизм, который фокусируется на карбонильной группе ({\displaystyle {\ce {C=O}}});
- Это термодинамически диссипативный процесс, использующий химико-энергетические градиенты;
- Земная жизнь использует архитектуру с двумя биополимерами, которая использует нуклеиновые кислоты для выполнения большинства генетических функций и белки для выполнения большинства каталитических функций[2].

Как следствие, большая часть планируемых миссий НАСА сосредоточена на местах, где возможно пребывание воды в жидком виде, и в ней делается акцент на поисках структур, подобных клеткам земных организмов.
Этот подход был бы оправдан, учитывая отсутствие общего понимания того, как может выглядеть жизнь, имеющая происхождение, независимое от Земли. Однако лабораторные эксперименты дают основание ожидать, что жизнь может основываться и на молекулярных структурах, существенно отличающихся от земных.

## Замена наиболее важных химических элементов
Акроним CHNOPS, расшифровывающийся как Carbon (углерод), Hydrogen (водород), Nitrogen (азот), Oxygen (кислород), Phosphorus (фосфор) и Sulfur (сера), представляет шесть наиболее важных химических элементов, чьи ковалентные комбинации составляют большую часть биологических молекул на Земле.
Сера используется в аминокислотах цистеин и метионин.
Фосфор — необходимый элемент в формировании фосфолипидов, подкласса липидов, являющихся главным компонентом всех клеточных мембран, так как они составляют липидный бислой, сохраняющий ионы, протеины и другие молекулы там, где они нужны для выполнения функций клетки, и предотвращающие их проникновение в те зоны, где их быть не должно. Фосфатные группы также являются необходимым компонентом основы нуклеиновых кислот.
|             | C | H | N | O | P | S |
| ----------- | - | - | - | - | - | - |
| Углеводы    | X | X |   | X |   |   |
| Жиры        | X | X |   | X |   |   |
| Фосфолипиды | X | X | X | X | X |   |
| Белки       | X | X | X | X |   | X |
| Нуклеотиды  | X | X | X | X | X |   |
| Порфирины   | X | X | X | X |   |   |

Все виды живых организмов, известные в настоящее время, используют углеродные соединения для основных структурных и метаболических функций, воду в качестве растворителя и ДНК или РНК для определения и контроля их формы. Если жизнь существует на других планетах, она может быть химически похожа. Также возможно, что существуют организмы с совершенно разными химическими составами. Существование или, по крайней мере, реальность этих форм биохимии ещё не была выявлена.
Относительное содержание различных элементов очень важно для определения возможности их участия в биохимии. Для справки, вот пятнадцать элементов, наиболее распространённых в человеческом теле (то есть тех, которые составляют не менее 0,0001 % от него) и в других системах, измеренных числом атомов.
Относительное содержание элементов (мольная доля элементов) в различных системах:
| Z  | Элемент  | Вселенная | В земной корe | Морская вода | Тело человека | Биологическая роль                         |
| -- | -------- | --------- | ------------- | ------------ | ------------- | ------------------------------------------ |
| 1  | Водород  | 93 %      | 3,1 %         | 66,2 %       | 62 %          | Органические молекулы                      |
| 8  | Кислород | 0,08 %    | 60 %          | 33,1 %       | 24 %          | органические молекулы, дыхание             |
| 6  | Углерод  | 0,05 %    | 0,31 %        | 0,00144 %    | 12 %          | Органические молекулы                      |
| 7  | Азот     | 0,009 %   | 0,0029 %      | <0,0001 %    | 0,22 %        | аминокислоты, нуклеиновые кислоты          |
| 15 | Фосфор   | <0,0001 % | 0,07 %        | <0,0001 %    | 0,22 %        | АТФ, нуклеиновые кислоты, Фосфолипиды      |
| 20 | Кальций  | 0,0002 %  | 2,6 %         | <0,0001 %    | 0,22 %        | кальмодулин , биоминерализация             |
| 16 | Сера     | 0,002 %   | 0,027 %       | 0,0179 %     | 0,039 %       | некоторые аминокислоты, например цистеин   |
| 11 | Натрий   | 0,0001 %  | 2,1 %         | 0,297 %      | 0,038 %       | натрий-калиевый насос                      |
| 19 | Калий    | <0,0001 % | 0,78 %        | 0,00658 %    | 0,032 %       | натрий-калиевый насос                      |
| 17 | Хлор     | <0,0001 % | 0,01 %        | 0,347 %      | 0,021 %       | Хлор-транспортная АТФаза (Протонный насос) |
| 12 | Магний   | 0,003 %   | 2,5 %         | 0,0337 %     | 0,007 %       | хлорофилл                                  |
| 14 | Кремний  | 0,003 %   | 20 %          | <0,0001 %    | 0,0058 %      | биоминерализация                           |
| 9  | Фтор     | <0,0001 % | 0,059 %       | <0,0001 %    | 0,0012 %      | фторапатит (зубная эмаль)                  |
| 26 | Железо   | 0,002 %   | 2,3 %         | <0,0001 %    | 0,00067 %     | гемоглобин, цитохромы                      |
| 30 | Цинк     | <0,0001 % | 0,0025 %      | <0,0001 %    | 0,00032 %     | протеины с цинковыми пальцами              |

## Замена углерода
Учёные немало высказывались на тему возможности построения органических молекул с помощью других атомов, но никто не предложил теорию, описывающую возможность воссоздания всего многообразия соединений, необходимых для существования жизни.

### Кремний и кислород
Среди наиболее вероятных претендентов на роль структурообразующего атома в альтернативной биохимии называют кремний. Он находится в той же группе периодической системы, что и углерод, их свойства во многом схожи. Как и углерод, кремний может создавать достаточно большие молекулы, чтобы нести биологическую информацию.
Однако атом кремния имеет бо́льшие массу и радиус. Образование кремнием двойных или тройных ковалентных связей сравнительно затруднено, что может помешать образованию биополимеров. Кремний, в отличие от углерода, не обладает способностью образовывать химические связи с различными типами атомов, что необходимо для химической универсальности, необходимой для метаболизма, и тем не менее именно эта неспособность делает кремний менее восприимчивым к связыванию со всеми видами примесей. Элементы, создающие органические функциональные группы с углеродом, включают водород, кислород, азот, фосфор, серу и металлы, такие как железо, магний и цинк. Кремний, с другой стороны, взаимодействует с очень немногими другими типами атомов. Соединения кремния не могут быть настолько разнообразны, как соединения углерода.
Это связано с тем, что атомы кремния намного больше, имеют большую массу и атомный радиус, и поэтому им трудно образовывать двойные связи (углерод с двойной связью является частью карбонильной группы, фундаментального мотива биоорганических соединений на основе углерода). 
Преимуществом, которое может привести к существованию вариантов биохимии на основе кремния, являются его цеолиты — соединения, которые используются в химии и могут фильтровать и катаболизировать вещества аналогично углеродным ферментам. Основные механизмы жизни на нашей планете возможны благодаря ферментам, — катализаторам с соответствующими им носителями (белками). В процессе эволюции биосферы сформировалась целая коллекция из них, каждый из которых специализируется на функции, как например гемоглобин, отвечающий за обмен кислорода, или ферредоксин, миссия которого заключается в электронном переносе. Первоначальная идея — заменить эти ферменты молекулами на основе кремния. Эти материалы представляют собой разновидность глин, которые имеют молекулярную структуру в виде трёхмерной сетки, образованной тетраэдрами из {\displaystyle {\ce {SiO4}}} и {\displaystyle {\ce {AlO4}}}, соединённых вместе. Эта решётка имеет поры и полости молекулярного размера, поэтому их могут пересекать только те молекулы, которые имеют достаточно малый размер. Вот почему их также называют молекулярными ситами. Цеолиты имеют большое количество структурных сходств с природными белками. При использовании этих сходств могут образовываться разные катализаторы, которые сочетают в себе характеристики стойкости и химической стабильности цеолитов с высокой селективностью и молекулярной активностью ферментов. В Центральном департаменте исследований и разработок компании DuPont были получены цеолиты, способные моделировать поведение гемоглобина, цитохрома P450 и железо-серного белка.
Как и углерод, кремний может образовывать четыре устойчивые связи с самим собой и другими элементами, а также длинные химические цепи, известные как силановые полимеры, которые очень похожи на углеводороды, необходимые для жизни на Земле.
Соединения кремния могут быть биологически полезными при температурах или давлениях, отличных от таковых на поверхности Земли, в роли (либо в сочетании), которая менее прямо аналогична углероду. Полисиланолы, подобные сахарам, растворимы в жидком азоте, что позволяет предположить, что они могут играть роль в биохимии при очень низких температурах.
Силаны — соединения кремния и водорода, подобные алканам, менее устойчивы чем углеводороды. Силаны самопроизвольно горят в кислород-содержащей атмосфере при относительно низких температурах, поэтому кислородная атмосфера может быть смертельной для жизни на основе кремния. С другой стороны, стоит учитывать, что алканы, как правило, довольно легко воспламеняются, но жизнь на основе углерода на Земле не накапливает энергию непосредственно в виде алканов, но в виде сахаров, липидов, спиртов и других углеводородных соединений с совершенно разными свойствами. Вода как растворитель также будет реагировать с силанами. Но, опять же, это имеет значение только в том случае, если по каким-либо причинам силаны используются или массово производятся такими организмами.
В то же время, силиконы — полимеры, включающие цепочки чередующихся атомов кремния и кислорода, более жаропрочны. На этом основании предполагается, что кремниевая жизнь может существовать на планетах со средней температурой, значительно превышающей земную. В этом случае, роль универсального растворителя должна играть не вода, а соединения со значительно более высокой температурой кипения.
Так, например, предполагается, что соединения кремния будут стабильнее углеродных молекул в среде серной кислоты, то есть в условиях, которые могут существовать на других планетах. В целом же, сложные молекулы с кремниево-кислородной цепью менее устойчивы по сравнению с углерод-кислородными аналогами.
Углеводородов и органических соединений много в метеоритах, кометах и межзвёздных облаках, в то время как их кремниевые аналоги никогда не встречались в природе. Кремний, однако, образует сложные одно-, двух- и трёхмерные полимеры, в которых атомы кислорода образуют мостики между атомами кремния. Они называются силикатами. Они устойчивы и распространены в земных условиях и были предложены в качестве основы для предуглеродной формы эволюции на Земле.
Диоксид кремния (основной компонент песка), являющийся аналогом углекислого газа, представляет собой твёрдое, малорастворимое вещество. Это создаёт трудности для поступления кремния в биологические системы, основанные на водных растворах, даже если окажется возможным существование биологических молекул на его основе. Схожaя ситуация и с существующими наземными растениями. Например, рис способен накапливать до 10 % кремния от сухого веса побегов, что находится в диапазоне или даже выше, чем уровни основных макронутриентов, таких как азот, фосфат и калий. Недавно были выявлены два переносчика (Lsi1 и Lsi2), ответственные за высокую способность риса к усвоению кремния. Lsi1 относится к подгруппе аквапоринов внутреннего белка nodulin-26 (NIP III) и является переносчиком кремниевой кислоты. Как и другие макронутриенты кремний недоступен растениям будучи нерастворим в воде. Однако растения как и в случае с азотом используют природные биоудобрения — напр. азотофиксирующие бактерии, которые переводят атмосферный азот в связанное состояние, что делает его доступным для потребления растениями и с которыми растения зачастую состоят в симбиозе.
Организмы на основе кремния, если они дышат кислородом, вероятно, выделяют диоксид кремния ({\displaystyle {\ce {SiO2}}}) в качестве побочного продукта, подобно тому как углеродные организмы выделяют диоксид углерода — {\displaystyle {\ce {CO2}}}, Однако в отличие от диоксида углерода диоксид кремния был бы в твёрдом состоянии и поэтомy мог бы забить дыхательные пути песком.
Можно однако представить выделительные органы, сравнимые с почками, которые в случае этой гипотетической биохимии удаляют из организма своего рода силикатный гель. Ведь в качестве отходов азотные соединения у животных удаляются в основном в виде мочевины. Или же силикатные соединения могут выделятся в твёрдой форме, как например некоторые ящерицы обитающие в пустыне, выделяют мочевую кислоту через ноздри.
Диоксид кремния (учитывая примеси, всегда присутствующие в живых тканях и, вероятно, препятствующие кристаллизации) находится в агрегатном состоянии от жидкого до так называемого стеклообразного, поэтому становится тем жиже, чем выше температура. Тогда кремниевая жизнь может состоять из расплава «кремниево-биологических молекул» в диоксиде кремния в широком температурном диапазоне.
При всём разнообразии молекул, которые были обнаружены в межзвёздной среде, 84 основаны на углероде и лишь 8 — на кремнии. Более того, из этих 8 соединений 4 включают углерод. (Это косвенно указывает на небольшую возможность промежуточного — кремний-углеродного — варианта биохимии.) Примерное соотношение космического углерода к космическому кремнию — 10 к 1. Это даёт основание предполагать, что сложные углеродные соединения более распространены во Вселенной, уменьшая шанс формирования жизни на основе кремния, по крайней мере в тех условиях, что можно ожидать на поверхностях планет с условиями подобными земным.
На Земле, как и на других планетах земной группы, много кремния и очень мало углерода. Однако, земная жизнь развилась на основе углерода. Это свидетельствует в пользу того, что углерод более подходит для формирования биохимических процессов на планетах, подобных нашей. Остаётся возможность того, что при других комбинациях температуры и давления кремний может участвовать в формировании биологических молекул в качестве замены углероду.
Химики неустанно работали над созданием новых соединений кремния, с тех пор как Фредерик Стэнли Киппинг (Frederic Kipping) (1863—1949) показал, что действительно можно сделать несколько интересных соединений. Самая высокая международная премия в области химии кремниевых соединений называется Kipping Award. Но, несмотря на годы работы — и несмотря на все реагенты, доступные современным учёным — многие кремниевые аналоги углеродных соединений просто не могут быть получены. Термодинамические данные подтверждают, что эти аналоги часто слишком нестабильны или слишком реактивны.
В воде кремнезём присутствует в виде кремниевой кислоты:
{\displaystyle {\ce {{SiO2}+ 2{H2O}-> {Si(OH)4}}}}, либо
{\displaystyle {\ce {{SiO2}+ {H2O}-> {H2SiO3}}}}.
При увеличении концентрации раствора при pH менее 9 или при уменьшении pH насыщенного раствора, кремниевая кислота выпадает в осадок в виде аморфного кремнезёма. Хотя кремний — один из наиболее распространённых элементов земной коры, его доступность для диатомей ограничена растворимостью. Среднее содержание кремния в морской воде — около 6ppm. Морские диатомовые быстро исчерпывают запасы растворённого кремнезёма в поверхностном слое воды, и это ограничивает их дальнейшее размножение.
 Соединения кремния (в частности диоксид кремния) используются некоторыми организмами на Земле. Из них свой панцирь формируют диатомовые водоросли, получая кремний из воды. В качестве структурного материала соединения кремния также используют радиолярии, некоторые губки и растения. Кремний также входит в состав соединительной ткани человека.
25 ноября 2016 года в журнале Science, исследователи сообщили, что открыты белки, обычно содержащиеся в бактериях исландских горячих источников, которые могут образовывать молекулы с углерод-кремниевыми связями в живых клетках.
«То, что существует в природе, уже готово для создания этой совершенно новой химии и делает это относительно хорошо», — говорит соавтор Фрэнсис Арнольд, инженер-химик из Калифорнийского технологического института в Пасадене. «Это открывает путь к созданию соединений, которые природа никогда не делала раньше. Вскоре мы сможем узнать, какие затраты и выгоды они дают живым биосистемам».
«Это ни в коем случае не идентичная замена», — говорит Арнольд. «Жизнь в нормальных условиях на этой планете, вероятно, не будет работать с кремнием.
Предположительно, мы могли бы создать компоненты жизни, включающие кремний — возможно, кремниевый жир или кремнийсодержащие белки — и спросить, как жизнь с этим связана?… Обеспечивает ли это новые функции, которых раньше не было в жизни?»
Также в ноябре 2016 г. было объявлено, что та же команда учёных «вывела» бактериальный белок, который может создавать искусственные кремний-углеродные связи. «Мы решили заставить природу делать то, что могут делать только химики, — только лучше», — говорит Фрэнсис Арнольд. Это исследование также является первым, показывающим, что природа может адаптироваться для включения кремния в молекулы на основе углерода, строительные блоки жизни. «Ни один живой организм не соединяет воедино кремний-углеродные связи, даже несмотря на то, что кремния так много вокруг нас..», — говорит Дженнифер Кан, научный сотрудник лаборатории Арнольда.
Исследователи использовали метод, называемый направленной эволюцией, впервые предложенный Арнольдом в начале 1990-х годов, при котором новые и более совершенные ферменты создаются в лабораториях путём искусственного отбора, подобно тому, как селекционеры модифицируют кукуруз. Ферменты — это класс белков, которые катализируют или облегчают химические реакции. Направленный процесс эволюции начинается с фермента, который учёные хотят улучшить. ДНК, кодирующая фермент, видоизменяется более или менее случайным образом, и полученные ферменты проверяются на желаемый признак. Затем наиболее эффективный фермент снова мутируется, и процесс повторяется до тех пор, пока не будет создан фермент, который работает намного лучше оригинала.
Идеальным кандидатом оказался белок из бактерии, которая растёт в горячих источниках Исландии. Этот белок, называемый цитохромом с, обычно передаёт электроны другим белкам, но исследователи обнаружили, что он также действует как фермент, создавая связи кремний-углерод на низких уровнях. Затем учёные мутировали ДНК, кодирующую этот белок, в области, которая определяет железосодержащую часть белка, которая, как считается, отвечает за его активность по формированию связи кремний-углерод. Затем они протестировали эти мутантные ферменты на их способность создавать кремнийорганические соединения лучше, чем исходные.
Всего за три серии испытаний они создали фермент, который может избирательно создавать связи кремний-углерод в 15 раз эффективнее, чем лучший катализатор, изобретённый химиками.
Что касается вопроса о том, может ли жизнь эволюционировать, чтобы использовать кремний самостоятельно, Арнольд говорит, что это зависит от природы. «Это исследование показывает, насколько быстро природа может адаптироваться к новым вызовам», — говорит она. «Закодированный ДНК каталитический механизм клетки может быстро научиться стимулировать новые химические реакции, если мы предоставим новые реагенты и соответствующий стимул в виде искусственного отбора. Природа могла бы сделать это сама, если бы ей было угодно».
В 2024 году Арнольд и её коллеги, в том числе Димитрис (Дими) Кацулис из мичиганской компании Dow Inc., использовали направленную эволюцию для создания нового фермента, расщепляющего связи кремний-углерод. Результаты опубликованы в номере журнала Science от 26 января 2024 года.
Исследователи говорят, что, хотя практическое использование их сконструированного фермента может быть ещё через десять лет или больше в будущем, его разработка открывает возможность того, что силоксаны однажды могут подвергнуться биологическому разложению. «Например, природные организмы могут развиваться в богатой силоксанами среде, чтобы катализировать подобную реакцию, или дальнейшие улучшенные версии разработанных в лаборатории ферментов, таких как этот, возможно, могут быть использованы для очистки силоксановых примесей в сточных водах», — говорит Арнольд.
Силоксановые химические вещества можно найти в бесчисленном количестве продуктов, в том числе в тех, которые используются в бытовой химии, средствах личной гигиены, а также в автомобильной, строительной, электронной и аэрокосмической промышленности. Химическая основа соединений состоит из связей кремний — кислород, а к атомам кремния присоединены углеродсодержащие группы, часто метильные. «Кремниево-кислородная основная цепь придает полимеру неорганический характер, в то время как кремний-метильные группы придают полимеру органические характеристики. Таким образом, эти полимеры обладают уникальными свойствами материала, такими как высокая термическая и окислительная стабильность, низкое поверхностное натяжение и высокая гибкость позвоночника, среди прочего», — говорит Кацулис.
Кацулис обратилась к Арнольду с просьбой о сотрудничестве в усилиях по ускорению разложения силоксана после того, как он прочитал о работе её лаборатории в области связи кремния и углерода. В новом исследовании исследователи хотели найти способы разорвать эти связи, а не создать их. Ученые использовали направленную эволюцию для разработки бактериального фермента под названием цитохром P450.
Они мутировали ДНК цитохрома P450 и протестировали новые варианты ферментов. Затем лучшие результаты были снова мутированы, и тестирование повторялось до тех пор, пока фермент не стал достаточно активным, чтобы исследователи могли идентифицировать продукты реакции и изучить механизм работы фермента.
«Природа — потрясающий химик, и в её репертуар теперь входит разрыв связей в силоксанах, которые, как считалось ранее, защищают от атак живых организмов», — сказала руководитель исследования Фрэнсис Арнольд.

### Азот и фосфор
Азот и фосфор считают другими претендентами на роль основы для биологических молекул. Как и углерод, фосфор может составлять цепочки из атомов, которые в принципе могли бы образовывать сложные макромолекулы, если бы он не был таким активным. Однако в комплексе с азотом возможно образование более сложных ковалентных связей, что делает возможным возникновение большого разнообразия молекул, включая кольцевые структуры.
В атмосфере Земли азота около 78 %, однако в силу инертности двухатомного азота энергетическая «цена» образования трёхвалентной связи слишком высока. В то же время некоторые растения могут связывать азот из почвы в симбиозе с анаэробными бактериями, живущими в их корневой системе. В случае присутствия в атмосфере значительного количества диоксида азота или аммиака доступность азота будет выше. В атмосфере других планет, кроме того, могут существовать и другие оксиды азота.
Подобно растениям на Земле (например, бобовым), инопланетные формы жизни могли бы усваивать азот из атмосферы. В таком случае мог бы сформироваться процесс наподобие фотосинтеза, когда энергия ближайшей звезды тратилась бы на образование аналогов глюкозы с выделением кислорода в атмосферу. В свою очередь, животная жизнь, стоящая выше растений в пищевой цепочке, усваивала бы из них питательные вещества, выделяя диоксид азота в атмосферу и соединения фосфора в почву.
В аммиачной атмосфере растения с молекулами на основе фосфора и азота получали бы соединения азота из окружающей их атмосферы, а фосфор — из почвы. В их клетках происходило бы окисление аммиака для образования аналогов моносахаридов, водород бы выделялся в качестве побочного продукта. В данном случае животные будут вдыхать водород, расщепляя аналоги полисахаридов до аммиака и фосфора, то есть энергетические цепочки формировались бы в обратном направлении по сравнению с существующими на нашей планете (у нас вместо аммиака в данном случае распространён бы был метан).
Споры на эту тему далеко не окончены, так как некоторые этапы цикла на основе фосфора и азота являются энергодефицитными. Также представляется спорным, что во Вселенной соотношения этих элементов встречаются в необходимой для возникновения жизни пропорции.

### Азот и бор
Атомы азота и бора, находящиеся в «связке», в определённой степени имитируют связь «углерод—углерод». Так, известен боразол {\displaystyle {\ce {B3N3H6}}}, который иногда называют «неорганическим бензолом». Но всё же на основе комбинации бора с азотом невозможно создать всё то разнообразие химических реакций и соединений, известных в химии углерода. Тем не менее, принципиальную возможность такой замены в виде каких-то отдельных фрагментов искусственных (или инопланетных) биомолекул нельзя полностью исключать.

### Азот и водород
При очень высоком давлении (~460 ГПа) соединения азота и водорода химически даже более разнообразны, чем углеводороды, что открывает перспективы существования их производных более разнообразных и многочисленных, чем все существующие органические соединения и, возможно, даже жизни, построенной на альтернативной азотоводородной химии. Подходящие условия для существования азотоводородной биохимии могут встречаться в недрах планет гигантов, в которых содержатся огромные количества азота и водорода под таким давлением.

## Замена фосфора
В декабре 2010 года исследователь из НАСА Astrobiology Research Фелиса Вольфе-Симон (англ. Felisa Wolfe-Simon) сообщила об открытии бактерии GFAJ-1 из рода Halomonadaceae, способной при определённых условиях заменять фосфор мышьяком.
Мышьяк, который химически похож на фосфор, хотя и является ядовитым для большинства форм жизни на Земле, включён в биохимию некоторых организмов. Некоторые морские водоросли включают мышьяк в сложные органические молекулы, такие как арсеносахары и арсенобетаины. Грибы и бактерии могут производить летучие соединения метилированного мышьяка. Восстановление арсената и окисление арсенита наблюдались у микробов (Chrysiogenes arsenatis). Кроме того, некоторые прокариоты могут использовать арсенат в качестве концевого акцептора электронов во время анаэробного роста, а некоторые могут использовать арсенит в качестве донора электронов для генерации энергии.
Было высказано предположение, что самые ранние формы жизни на Земле могли использовать биохимию мышьяка вместо фосфора в структуре их ДНК. Общее возражение против этого сценария состоит в том, что сложные эфиры арсената настолько менее устойчивы к гидролизу, чем соответствующие сложные эфиры фосфата, что мышьяк просто не подходит для этой функции.
Авторы геомикробиологического исследования 2010 года, частично поддержанного НАСА, предположили, что бактерия, названная GFAJ-1 , собранная в отложениях озера Моно в восточной Калифорнии, может использовать такую «мышьяковую ДНК» при культивировании без фосфора. Они предположили, что бактерия может использовать высокие уровни поли-β-гидроксибутирата или других средств для снижения эффективной концентрации воды и стабилизации сложных эфиров арсената. Эта гипотеза была подвергнута резкой критике почти сразу после публикации за предполагаемое отсутствие соответствующих мер контроля за экспериментами. Научный писатель Карл Зиммер связался с несколькими учёными для оценки: «Я обратился к дюжине экспертов… Почти единодушно, они думают, что учёные НАСА не смогли обосновать своё мнение». Другие авторы не смогли воспроизвести свои результаты и показали, что в исследовании были проблемы с загрязнением фосфатом, что позволяет предположить, что присутствующие низкие количества могут поддерживать экстремофильные формы жизни. В качестве альтернативы было высказано предположение, что клетки GFAJ-1 растут путём рециркуляции фосфата из деградированных рибосом, а не путём замены его на арсенат.
Pезультаты последующих экспериментаторов опровергли теорию о включении мышьяка в состав ДНК.
Почётный член Фонда прикладной молекулярной эволюции (США) Стивен Беннер (Steven Benner), отметил в своём выступлении на пресс-конференции в штаб-квартире НАСА, что хотя мышьяк своей химией напоминает фосфор, но всё-таки он, будучи встроен в структуру ДНК и РНК, является «слабым звеном», так как формируемые им химические связи легко ломаются из-за высокой реакционной способности атома мышьяка.
В то же самое время повышенная реакционная способность мышьяка, негативно влияющая на стабильность биологических молекул при комнатной температуре, может оказаться полезной в том случае, если биологическая молекула должна выполнять свои функции при низких температурах, таких, например, как на спутнике Сатурна Титане.
Теории о возможности жизни на Титане были выдвинуты в 2005 году на основании недавно полученных наблюдений, однако Титан значительно холоднее, чем Земля, поэтому на его поверхности нет жидкой воды. Однако с другой стороны на Титане имеются озёра жидкого метана и этана, а также реки и целые моря из них, кроме того, они могут выпадать в виде осадков, как дождь из воды на Земле. Некоторые научные модели показывают, что Титан может поддерживать жизнь не на водной основе (см.), хотя не все учёные согласны с этими теориями, так как они всё ещё являются предметом широких дискуссий и дебатов в научном сообществе, в том числе и в NASA.

### Мир ПНК
Одна гипотеза о происхождении жизни предполагает, что первоначальная жизнь на Земле могла быть основана на ПНК (пептидо-нуклеиновых кислотах) и что позже «мир ПНК» был преобразован в «мир РНК». Основными аргументами являются большая химическая стабильность и простота ПНК по сравнению с РНК, что позволило бы ПНК развиваться и выживать в примитивных пребиотических условиях. В то же время, ПНК несёт необходимую информацию в виде нуклеотидов. Однако основным пробелом в этой теории является отсутствие молекул ПНК с каталитической активностью, которые позволили бы репликацию ПНК.

### Тиоэфиры как альтернатива АТФ
Хотя в биохимии АТФ содержащий фосфор, играет важнейшую роль, не исключено существование и альтернативных ему молекул. Как утверждается в «Тиоэфирном мире», тиоэфиры (содержащие серу)  являются возможными предшественниками жизни. Как объясняет Кристиан де Дюв:
Показательно, что тиоэфиры являются обязательными промежуточными продуктами в нескольких ключевых процессах, в которых АТФ либо используется, либо регенерируется. Тиоэфиры участвуют в синтезе всех эфиров, включая те, которые содержатся в сложных липидах . Они также участвуют в синтезе ряда других клеточных компонентов, включая пептиды, жирные кислоты, стерины, терпены, порфирины и другие. Кроме того, тиоэфиры образуются как ключевые промежуточные продукты в нескольких особенно древних процессах, которые приводят к сборке АТФ. В обоих этих случаях тиоэфир ближе, чем АТФ, к процессу, который использует или вырабатывает энергию. Другими словами, тиоэфиры могли фактически играть роль АТФ в «тиоэфирном мире», изначально лишенном АТФ. В конечном итоге, [эти] тиоэфиры могли бы служить для введения АТФ благодаря своей способности поддерживать образование связей между фосфатными группами.
Однако в этой гипотезе есть пробел, поскольку из-за высокого изменения свободной энергии гидролиза тиоэфиров и, соответственно, их низких констант равновесия маловероятно, что эти соединения могли бы аккумулироваться абиотически в какой-либо значительной степени, особенно в условиях гидротермальных источников.

## Замена воды
В дополнение к соединениям углерода, для всей известной в настоящее время земной жизни также требуется вода в качестве растворителя. Различные свойства воды, которые важны для процессов жизнедеятельности, включают широкий диапазон температур, при которых она является жидкой, высокую теплоёмкость, способствующую регуляции температуры, большую теплоту испарения и способность растворять широкий спектр соединений. Вода также амфотерна, что означает, что она может давать или принимать протон, позволяя ей действовать как кислота или основание. Это свойство имеет решающее значение во многих органических и биохимических реакциях, где вода служит растворителем, реагентом или продуктом. Существуют и другие химические вещества со схожими свойствами, которые иногда предлагались в качестве альтернативы воде. Вода является жидкой при давлении в 1 атм. в интервале от 0 °C до 100 °C, но существуют другие растворители, например, серная кислота, которые остаются в жидком состоянии до температуры в 200 °C и более.

### Серная кислота
Серная кислота в жидком виде сильно полярна. Она остаётся жидкой при более высоких температурах, чем вода, диапазон составляет от 10 °C до 337 °C при давлении 1 атм, хотя при температуре выше 300 °C она медленно разлагается. Известно, что серная кислота в изобилии присутствует в облаках Венеры в виде аэрозольных капель
где три слоя облаков на высоте от 40 до 70 км состоят в основном из аэрозолей серной кислоты, около 80 процентов в верхнем слое и 98 процентов в нижнем слое. Температура (около 310 К на высоте около 50 км, около 1,5 атм) соответствует стабильным ковалентным связям углерод-углерод. Многие авторы обсуждали возможность ранней жизни на Венере в её кислой среде. В биохимии, использующей серную кислоту в качестве растворителя, алкеновая группа (C=C) с двумя атомами углерода, соединёнными двойной связью, может функционировать аналогично карбонильной группе (C=O) в биохимии на основе воды.

### Аммиак
Аммиак часто рассматривается в качестве наиболее вероятного (после воды) растворителя для возникновения жизни на какой-либо из планет. При давлении в 100 кПа (1 атм.) он находится в жидком состоянии при температурах от −78 до −33 °C.
Молекула аммиака ({\displaystyle {\ce {NH3}}}), как и молекула воды, широко распространена во Вселенной, являясь соединением водорода (самый простой и самый распространённый элемент) с другим очень распространённым элементом, азотом. Возможная роль жидкого аммиака как альтернативного растворителя для жизни — идея, которая восходит по крайней мере к 1954 году, когда Дж. Б. С. Холдейн поднял эту тему на симпозиуме о происхождении жизни.
В растворе аммиака возможны многочисленные химические реакции, а жидкий аммиак имеет химическое сходство с водой. Аммиак может растворять большинство органических молекул, по крайней мере, так же, как вода, и, кроме того, он способен растворять многие элементарные металлы. Холдейн отметил, что различные общие органические соединения, связанные с водой, имеют аналоги, связанные с аммиаком; например, связанная с аммиаком аминогруппа ({\displaystyle {\ce {-NH2}}}) аналогична связанной с водой гидроксильной группе ({\displaystyle {\ce {-OH}}}).
Аммиак, как и вода, может принимать или жертвовать ион {\displaystyle {\ce {H^+}}}. Когда аммиак принимает {\displaystyle {\ce {H^+}}}, он образует катион аммония ({\displaystyle {\ce {NH4^+}}}), аналогичный гидронию ({\displaystyle {\ce {H3O^+}}}). Когда он отдаёт ион {\displaystyle {\ce {H^+}}}, он образует анион амида ({\displaystyle {\ce {NH2^-}}}), аналогичный аниону гидроксида ({\displaystyle {\ce {OH^-}}}). Однако, по сравнению с водой, аммиак более склонен принимать ион {\displaystyle {\ce {H^+}}} и менее склонен отдавать его; это более сильный нуклеофил. Аммиак, добавленный в воду, действует как основание Аррениуса: он увеличивает концентрацию гидроксида аниона. И наоборот, используя систему определения кислотности и основности в системе растворителей, вода, добавляемая к жидкому аммиаку, действует как кислота, поскольку увеличивает концентрацию катиона аммония. Карбонильная группа ({\displaystyle {\ce {C=O}}}), которая широко используется в наземной биохимии, не будет стабильной в растворе аммиака, но вместо неё можно использовать аналогичную иминную группу ({\displaystyle {\ce {C=NH}}}).
Тем не менее, аммиак имеет некоторые проблемы в качестве основы для жизни. Водородные связи между молекулами аммиака слабее, чем в воде, что приводит к тому, что теплота испарения аммиака вдвое меньше, чем у воды, а поверхностное натяжение — до трети, а также уменьшается способность концентрировать неполярные молекулы за счёт гидрофобного эффекта. Джеральд Файнберг и Роберт Шапиро подвергли сомнению, мог ли аммиак удерживать молекулы пребиотика достаточно хорошо, чтобы позволить появление самовоспроизводящейся системы. Аммиак также воспламеняется в кислороде и не может устойчиво существовать в среде, подходящей для аэробного метаболизма.
Жидкий аммиак по ряду свойств напоминает воду, но при замерзании твёрдый аммиак не всплывает вверх, а тонет (в отличие от водного льда).
Поэтому океан, состоящий из жидкого {\displaystyle {\ce {NH3}}}, будет легко промерзать до дна. Кроме того, выбор аммиака в качестве растворителя исключает выгоды от использования кислорода как биологического реагента. Однако это не исключает возможности возникновения альтернативной жизни на планетах, где аммиак имеется в смеси с водой.
Биосфера на основе аммиака, вероятно, будет существовать при температурах или давлениях воздуха, которые являются чрезвычайно необычными по отношению к жизни на Земле. Жизнь на Земле обычно существует в пределах температуры плавления и кипения воды при нормальном давлении, между 0 °C (273 К) и 100 °C (373 К); при нормальном давлении температура плавления и кипения аммиака составляет от −78 °C (195 К) до −33 °C (240 К). Химические реакции обычно протекают медленнее при более низкой температуре. Поэтому жизнь на основе аммиака, если она существует, может метаболизироваться медленнее и развиваться медленнее, чем жизнь на Земле. С другой стороны, более низкие температуры могут также позволить живым системам использовать химические вещества, которые были бы слишком нестабильны при температурах Земли, чтобы быть полезными.
Аммиак может быть жидкостью при температурах, подобных земным, но при гораздо более высоких давлениях; например, при 60 атм аммиак плавится при −77 °С (196 К) и кипит при 98 °С (371 К).
Смеси аммиака и воды остаются жидкими при температурах, намного ниже точки замерзания чистой воды, поэтому такая биохимия могла бы хорошо подходить для планет и лун, вращающихся вне зоны обитаемости на водной основе. Такие условия могут существовать, например, под поверхностью самой большой луны Сатурна Титана.

### Фтороводород
По ряду свойств фтороводород напоминает воду. Так, он тоже способен к образованию межмолекулярных водородных связей. Однако стоит учитывать, что на 1 атом фтора в наблюдаемой вселенной приходится 10000 атомов кислорода, поэтому трудно представить на какой-либо планете условия, которые благоприятствовали бы образованию океана, состоящего из {\displaystyle {\ce {HF}}}, а не из {\displaystyle {\ce {H2O}}}.
Другой серьёзный аргумент против такой возможности заключается в том, что твёрдая поверхность большинства планет (которые её имеют), за исключением некоторых экзотических гипотетических планет (железная планета, углеродная планета), состоит из диоксида кремния и алюмосиликатов, с которыми фтороводород реагирует по реакции:
{\displaystyle {\ce {SiO2 + 6HF ->}}} {\displaystyle {\ce {H2SiF6}}}{\displaystyle {\ce {+ 2H2O}}}.

### Цианистый водород
Синильная кислота {\displaystyle \mathrm {HCN} } также способна к образованию водородных связей, но в отличие от {\displaystyle {\ce {HF}}} она состоит из широко распространённых во Вселенной элементов. Более того, считается, что это соединение играло значительную роль в предбиологической химии Земли — например, в образовании аминокислот, нуклеотидов и других компонентов «первичного бульона».
Тем не менее, цианистый водород не подходит в качестве возможного растворителя для альтернативной жизни хотя бы потому, что это соединение термодинамически неустойчиво. Так, жидкий цианистый водород довольно быстро осмоляется, особенно в присутствии катализаторов (в роли которых могут выступать кислоты, основания, глина и многие горные породы), причём иногда разложение {\displaystyle {\ce {HCN}}} протекает со взрывом. По этим причинам {\displaystyle {\ce {HCN}}} не способен образовать океан на какой-либо планете.

### Метан и этан
Жизнь может существовать в жидких метане и этане на поверхности Титана, которые имеют форму рек и озёр, так же, как организмы на Земле живут в воде. Такие существа использовали бы {\displaystyle {\ce {H2}}} вместо {\displaystyle {\ce {O2}}} и реагировали с ацетиленом вместо глюкозы, и производили бы метан, а не углекислый газ.
Существует дискуссия об эффективности метана в качестве растворителя для жизни по сравнению с водой: вода является более мощным растворителем, чем метан, что позволяет ей легче переносить вещество в клетку, но меньшая химическая реактивность метана позволяет ему легче образовывать крупные структуры, например белки и им подобные.
Другое предположение состоит в том, что организмы, живущие в среде жидкого метана или этана, могут использовать различные соединения в качестве растворителя. Например, фосфин ({\displaystyle {\ce {PH3}}}) и простые соединения фосфора и водорода. Как вода и аммиак, фосфин имеет полярность, но он существует в виде жидкости при более низких температурах, чем аммиак или вода. В жидком этане фосфин имеет форму отдельных капель, а это означает, что ячейкоподобные структуры могли бы существовать без клеточных мембран.

#### Азотосома
Гипотетическая клеточная мембрана, названная азотосомой, способной функционировать в жидком метане в условиях Титана, была смоделирована (на компьютере) в статье, опубликованной в феврале 2015 года. Считается, что она состоит из акрилонитрила, небольшой молекулы, содержащей углерод, водород и азот, и обладает стабильностью и устойчивостью. Гибкость в жидком метане сравнима с гибкостью фосфолипидного бислоя (типа клеточной мембраны, которой обладает вся жизнь на Земле) в жидкой воде. Анализ данных, полученных с использованием крупногабаритного / субмиллиметрового массива Atacama (Atacama Large Millimeter Array), завершённого в 2017 году, подтвердил наличие значительного количества акрилонитрила в атмосфере Титана.

### Тетрахлорид титана
Одним из возможных растворителей в безводной среде может быть тетрахлорид титана. Его важным преимуществом является полярность. При этом его диапазон температур жидкого агрегатного состояния почти вдвое шире, чем у воды.

## Замена кислорода
Интересной особенностью серной кислоты является то, что это вещество становится кислотой только в присутствии воды. Но вода в процессе полимеризации молекул сахаров и аминокислот не будет выделяться, если в органических молекулах на месте атомов кислорода будут находиться атомы серы. Такие «серные» организмы должны существовать при заметно более высокой температуре и в океане из олеума (безводной серной кислоты). Такие условия существуют на Венере. Поскольку молекулярный кислород, который бы мог образовать озоновый слой, защищающий от ультрафиолета, не образуется, то это создаёт сложности для выхода жизни на сушу. Этим можно объяснить то, что жизнь на Венере до сих пор не найдена, хотя есть косвенные свидетельства — наличие в одних и тех же регионах {\displaystyle {\ce {H2S}}} и {\displaystyle {\ce {SO2}}}, которые не могут сосуществовать, если их кто-то или что-то постоянно не производит. По последним данным также был обнаружен тонкий озоновый слой на Венере, который, по словам учёных, образуется из углекислого газа в верхних слоях атмосферы под воздействием солнечного света.
Теоретически возможна замена кислорода другими халькогенами, но для существования жизни на их основе эти элементы встречаются крайне редко. Также известны анаэробные организмы, использующие другие элементы в качестве акцептора электронов.

## Альтернативные белки крови
Наименее заметным в глобальном плане, но наиболее изученным из изменений можно считать использование альтернативных металлопротеинов для переноса кислорода в крови. Даже биосфера Земли может использовать не только традиционный гемоглобин на основе железа, (встречающийся у человека и других позвоночных животных), но также гемоцианин на основе меди, (встречается в крови моллюсков, членистоногих и онихофор), гемэритрин (железоорганический белок сильно отличающейся структуры от гемоглобина, обнаруженный в крови некоторых беспозвоночных животных), пиннаглобин (на основе марганца, встречается у благородной пинны). Также в лабораторных условиях был получен не встречающийся в природе белок кобоглобин на основе кобальта.
Организмы, не использующие кислород для дыхания могли бы использовать иные транспортные соединения.

## «Зеркальный мир»
В живой природе Земли все аминокислоты имеют L-конфигурацию, а углеводы — D-конфигурацию, за исключением крайне редких случаев, например, элементов оболочки возбудителя сибирской язвы. В принципе можно представить себе «зеркальный мир», в котором живые организмы имеют ту же биохимическую основу, как и на Земле, — за исключением её полной зеркальной симметричности: в таком мире жизнь могла бы быть основана на D-аминокислотах и L-углеводах. Такая возможность не противоречит ни одному из известных на сегодня законов природы.
Одним из парадоксов такого гипотетического мира является тот факт, что, попав в такой мир (являющийся зеркальной копией Земли), человек мог бы умереть от голода несмотря на обилие пищи вокруг:13. Кроме того, употребление в пищу «зеркальных» молекул может вызвать отравление:12—13.

## Нехимические способы жизни
В книге «Evolving the Alien» биолог Джек Коэн (Jack Cohen) и математик Иэн Стюарт (Ian Stewart) утверждают, что астробиология, основанная на гипотезе уникальной Земли, «ограниченна и уныла». Они предположили, что землеподобные планеты могут быть редкими, но сложные формы жизни могут появиться и в других условиях.
Ещё более умозрительные идеи касаются возможности жизни на совсем иных телах, нежели землеподобные планеты. Астроном Фрэнк Дрейк, известный сторонник поиска внеземной жизни, предположил жизнь на нейтронных звёздах: существа с жизненным циклом в миллионы раз быстрее, чем у земных организмов, состоящие из сверхмалых «ядерных молекул». Названная «фантазийной и лукавой», эта идея получила широкое распространение в научной фантастике. Карл Саган в 1976 году рассматривал возможность существования организмов, летающих в верхних слоях атмосферы Юпитера. Коэн и Стюарт также рассмотрели возможность жизни в атмосфере газовых гигантов и даже на Солнце.
Некоторые философы, например, Циолковский, считали, что жизнь может принимать форму способных к сохранению формы и самовоспроизведению в некоторых условиях плазмоидов, прототипом которых служит шаровая молния. В последнее время благодаря компьютерному моделированию возможность существования плазменных форм жизни получила некоторое теоретическое обоснование.

## Альтернативная биохимия в фантастических произведениях
- В научно-фантастической повести советского учёного и писателя-фантаста Ивана Ефремова «Сердце Змеи» (1958) описывается контакт землян с инопланетной гуманоидной цивилизацией, в биохимии родной планеты которых роль кислорода играет фтор. Эта цивилизация, несмотря на тщательные поиски, не смогла обнаружить ни одной планеты с аналогичной им биохимией — все другие встреченные ими цивилизации космоса имели кислородную основу.
- В классическом научно-фантастическом романе английского астронома Фреда Хойла «Чёрное облако» (1957) описывается контакт землян с передвигающимся между звёздами живым огромным чёрным облаком, состоящим из межзвёздного газа.
- В научно-фантастическом рассказе английского писателя Артура Конан Дойла «Когда Земля вскрикнула» (1928) описывается живая Земля с жизнью на основе минералов и жидкостей (в частности, нефти) земной коры.
- В научно-фантастическом романе Майкла Крайтона «Штамм Андромеда» рассказывается о внеземном вирусе с альтернативной биохимией на основе шестигранных кристаллов.
- В научно-фантастической повести А. Днепрова «Глиняный бог» рассматривается жизнь на основе кремния.
- В научно-фантастическом рассказе А. Константинова «Контакт на Ленжевене» также рассматривается жизнь на основе кремния. Исследователи попадают на далёкую планету и оказываются в заброшенном городе с расставленными повсюду статуями. В конце концов выясняется, что статуи — это и есть кремниевые обитатели данной планеты, у которых жизненные процессы идут в сотни раз медленнее, чем у земных форм жизни.
- В научно-фантастическом рассказе польского писателя Станислава Лема «Правда» рассматривается «звёздная» жизнь на основе высокотемпературной плазмы в виде случайно созданной «амёбы», разрушившейся в результате падения электромагнитного поля. Кроме этого рассказа, жизнь на основе плазмы присутствует: у Олафа Стэплдона в «Создателе звёзд» — живые звёзды; у Эдмонда Гамильтона «Дети звёзд» и у Артура Кларка «Из солнечного чрева» — живые существа в глубине звёзд; у Сергея Лукьяненко в дилогии «Звезды — холодные игрушки» — гигантские разумные плазмоиды Торпп.
- В научно-фантастическом романе Франсиса Карсака «Пришельцы ниоткуда» рассматривается жизнь на основе низкотемпературной сверхпроводимости. Существам, метаболизм которых основан на сверхпроводимости (Мислики), требовались низкие температуры. Подходящих планет было мало, поэтому Мислики стали приспосабливать для жизни имеющиеся планеты — гасить звёзды, вокруг которых обращаются данные планеты.
- Во многих произведениях Пола У. Андерсона описывается жизнь, использующая аммиак вместо воды. В частности: «Зовите меня Джо» (1957), «Завоевать три мира» (1964) и другие.
- В рассказе Фредерика Брауна «Волновики» (1954) описывается форма жизни на основе электромагнитных волн.
- В сериале «Секретные материалы» в серии «Огнеход» (2x09) кремниевая форма жизни была обнаружена в жерле вулкана — грибы-паразиты. Споры этого гриба погибали в течение нескольких секунд после появления «плодового тела», если не успевали найти хозяина.
- В кинокомедии «Эволюция» представлена инопланетная форма жизни на основе азота, имеющая 10 нуклеотидных пар. В мультсериале «Эволюция», снятом как продолжение фильма, эти существа представляют собой один суперорганизм.
- В сериале «Звёздный путь: Оригинальный сериал» в серии «Дьявол в темноте» (1x25) появляется существо Хорт с биохимией на основе кремния.
- В сериале «Звёздный путь: Анимационный сериал» в серии «Исчезновение планеты» (1x03) появляется гигантское существо из антиматерии, питающееся планетами из обычной материи.
- Вымышленная раса Чужих из одноимённой вселенной являет собой кремниевую форму жизни.
- В сериале «Звёздный путь: Вояджер» в серии «Добрый пастырь» (6x20) встречено живое существо, состоящее из тёмной материи.
- В вымышленной Вселенной Mass Effect имеются расы турианцев и кварианцев, которые, в отличие от представителей других разумных рас, содержат D-аминокислоты. Также там имеется раса волусов — низкорослых гуманоидов, чья биохимия завязана на аммиаке при высоких давлениях.
- В сериале «Звёздные врата: SG-1» в серии «Выжженная земля» (4x09) имеется высокоразвитая раса гадмиров, биохимическая основа которых (а также других организмов, с помощью которых те создавали биосферу) — сера вместо углерода.
- В рассказе Кира Булычёва «Снегурочка» описывается гуманоидная цивилизация на основе аммиака вместо воды.
- Крона, главный антагонист мультфильма «Зелёный Фонарь: Изумрудные рыцари», состоит из антивещества.
- Во многих вымышленных вселенных присутствуют существа из чистой энергии.
- В мультфильме «Титан после гибели Земли» 2000 г. представлены существа из чистой энергии, уничтожающие цивилизации.
- Во Вселенной Дюны Фрэнка Герберта песчаный червь Шаи-Хулуд является кремнийорганической формой жизни.
- В научно-фантастическом романе «Анафем» Нила Стивенсона описывается контакт людей с людьми из альтернативных вселенных, чья биохимия строится на иной конфигурации аминокислот.
- В цикле фантастических романов и рассказов «Космический госпиталь» Джеймса Уайта главные герои — врачи различных разумных рас галактики, в том числе и негуманоидных.
- В 1894 году знаменитый писатель Герберт Уэллс писал: "К фантастическим фантазиям приводит такое предположение: видения кремний-алюминиевых организмов — почему бы не сразу кремний-алюминиевых людей? — блуждающих в атмосфере газообразной серы, скажем так. на берегу моря из жидкого железа, на несколько тысяч градусов выше температуры доменной печи"[45].

## Учёные и альтернативная биохимия
Список учёных, которые рассмотрели возможные альтернативы биохимии типа «углерод-вода», включает:
- Джон Бёрдон Сандерсон Холдейн (1892—1964) - генетик, известный своей работой по абиогенезу.
- Айзек Азимов (1920—1992) - биохимик и писатель-фантаст.
- Иван Ефремов (1908—1972) - палеонтолог, доктор биологических наук, основатель целого раздела палеонтологии — тафономии.
- Джордж Пайментел (1922—1989) - американский химик, Университет Калифорнии, Беркли.
- Уильям Бейнс - кембриджский биолог, автор журнала Astrobiology.
- Питер Снит (1923—2011) - микробиолог, автор книги «Планеты и жизнь».
- Карл Саган (1934—1996) - астроном, популяризатор науки и сторонник SETI.
- В. Аксель Фирсофф (1910—1981) - британский астроном.
- Джеральд Фейнберг (1933—1992)- физик, соавтор книги «Жизнь за пределами Земли»
- Роберт Шапиро (1935—2011) - химик, соавтор книги «Жизнь за пределами Земли».
- Джонатан Лунин, (1959 г.р.) - американский планетолог и физик.
- Роберт А. Фрайтас младший (1952 год — по настоящее время) - специалист по нанотехнологиям и наномедицине; Автор книги «Ксенология».
- Джон Баросс - океанограф и астробиолог, который возглавлял комитет учёных при Национальном исследовательском совете США, который опубликовал доклад об ограничивающих жизнь условиях в 2007 году. В докладе рассматривается обеспокоенность тем, что космическое агентство может провести поиск с хорошими ресурсами для жизни в других мирах «а затем не в состоянии распознать её, если она (там) встречается».